# Battaglia del Mare del Giappone
La battaglia del Mare del Giappone (chiamata anche battaglia di Ulsan) fu uno scontro navale nell'ambito della guerra russo-giapponese, che ebbe luogo il 14 agosto 1904 (quattro giorni dopo la battaglia del Mar Giallo) tra due squadroni di incrociatori della Flotta Imperiale russa e della Marina imperiale giapponese.

## Antefatti
All'inizio della guerra russo-giapponese, la maggior parte della Flotta del Pacifico era ancorata a Port Arthur quando venne attaccata dalla Marina imperiale giapponese, questo evento viene conosciuto come la battaglia di Porth Arthur. Tuttavia, la base navale russa di Vladivostok, nonostante fosse stata bombardata da uno squadrone giapponese sotto il comando del Viceammiraglio Dewa Shigetō a marzo 1904, rimase comunque in gran parte intatta. A Vladivostok, era presente una guarnigione composta dall'incrociatore leggero Bogatyr, dall'incrociatore ausiliario Lena e da uno squadrone di incrociatori corazzati: Rossia, Rurik e Gromoboi. L'unità fu comandata dall'ammiraglio Karl Petrovič Jessen dal 15 marzo al 12 giugno 1904, dal 12 giugno al 16 ottobre 1904 dal viceammiraglio Pyotr Bezobrazov, mentre dal 16 ottobre fino alla fine della guerra, il comando ritornò nuovamente a Jessen.